# Adlwang
Adlwang è un comune austriaco di 1 779 abitanti nel distretto di Steyr-Land, in Alta Austria.